# Саліма Мукансанга
Саліма Радіа Мукансанга (фр. Salima Rhadia Mukansanga, нар. 25 липня 1988) — руандійська футбольна арбітриня. Арбітр ФІФА з 2012 року. У 2022 році вона стала першою жінкою, яка судила матчі чоловічого Кубка африканських націй.

## Біографія
Мукансанга народилась в 1988 році в районі Рузізі в західній провінції Руанди. Вона закінчила медсестринство та акушерство в університеті Гітве в окрузі Руханго.
У дитинстві вона мріяла стати професійною баскетболісткою, але зважаючи на труднощі з пошуком спортивних споруд та хорошого тренера, захопилася суддівством футбольних матчів.

## Кар'єра
Вона розпочала свою кар'єру арбітра у 2008 році, працюючи у матчах другого дивізіоні чоловічої ліги та головній жіночій футбольній лізі своєї країни.
У 2012 році вона увійшла до списку арбітрів ФІФА, але працювала помічником головного арбітра до 2014 року, коли дебютувала у статусі головного арбітра на матчі між Замбією та Танзанією під час відбору до чемпіонату Африки серед жінок 2014 року.
Під час XI Панафриканських ігор у 2015 році була одним із арбітрів жіночого футбольного турніру, де працювала на матчі між Нігерією та Танзанією, а також у півфіналі між представницями Гани та Кот-д'Івуару.
У 2016 році вона судила матчі між Єгиптом і Південною Африкою та Кенією та Малі на Кубку африканських націй серед жінок.
У 2018 році вона була єдиною африканкою та першою в своїй країні, яка судила матчі дівочого чемпіонату світу U-17, який проходив в Уругваї з 13 листопада по 1 грудня: під час цього турніру вона судила матчі групового етапу між Уругваєм та Новою Зеландією. і між Японією та Мексикою, а також чвертьфінал між Канадою та Німеччиною; Мукансанга також брала участь як четвертий суддя у матчі за третє місце між Новою Зеландією та Канадою.
Якісне суддівство в Уругваї принесло їй виклик на дорослий жіночий чемпіонат світу, який відбувся у Франції в 2019 році, де вона судила матч між Швецією та Таїландом. У 2021 році вона судила три матчі під час жіночого футбольного турніру Олімпійських ігор у Токіо.
У 2022 році вона була обрана серед арбітрів на чоловічий Кубок африканських націй 2021 року і була помічником арбітра в матчі групового етапу між Гвінеєю та Малаві, ставши, таким чином, першою жінкою, яка увійшла до складу суддівської бригади в історії цього змагання. А вже 18 січня 2022 року, під час того ж турніру, вона особисто судила матч між Зімбабве та Гвінеєю, їй допомагали лайнсмена і VAR ще три жінки: камерунка Карін Атемзабонг, марокканка Фатіха Джермумі та марокканка Бушра Карбубі.
Також у 2022 році вона була обрана арбітром на ЧС 2022 у Катарі.

## Примітка
1. 1 2 3 4 5  Meet Mukansanga, Rwanda’s top female football referee (англ.). Архів оригіналу за 19 січня 2022. Процитовано 21 січня 2022.
2. ↑  FIFA International Referees List 2021 (PDF) (англ.). Архів оригіналу (PDF) за 21 грудня 2021. Процитовано 21 січня 2022.
3. ↑  Africa Cup of Nations: Salima Mukansanga becomes tournament's first ever female referee (англ.). Архів оригіналу за 16 січня 2022. Процитовано 21 січня 2022.
4. ↑  Salima Mukansanga: Meet The First Woman To Referee An AFCON Match (англ.). 17 gennaio 2022. Архів оригіналу за 19 січня 2022. Процитовано 21 січня 2022.
5. ↑  Coppa d'Africa 2021 - Prima storica: un arbitro donna per Zimbabwe-Guinea. Con Mukansanga, anche assistenti e VAR donne (італ.). 17 gennaio 2022. Архів оригіналу за 17 січня 2022. Процитовано 21 січня 2022.
6. ↑  Zimbabwe 2-1 Guinea: Rwandan Mukansanga referees her first AFCON match (англ.). 18 gennaio 2022. Архів оригіналу за 18 січня 2022. Процитовано 21 січня 2022.
7. ↑  King, Oliver (15 листопада 2022). Which English referees are at World Cup 2022? Full list of officials. Football.London (англ.). Процитовано 23 листопада 2022.